# Episodi di Hunter
La prima e unica stagione della serie televisiva Hunter, composta da soli 5 episodi, è stata trasmessa solo per 3 episodi sul canale statunitense NBC dal 19 aprile al 3 maggio 2003, mentre gli altri due non furono mai trasmessi. Invece in Italia è stata trasmessa in chiaro su Rai 2 dal 7 febbraio al 6 marzo 2004.
| N° | Titolo originale     | Titolo italiano          | Prima TV originale | Prima TV Italia  |
| -- | -------------------- | ------------------------ | ------------------ | ---------------- |
| 1  | Vaya Sin Dios        | La superstite            | 19 aprile 2003     | 7 febbraio 2004  |
| 2  | Untouchables         | L'intoccabile            | 26 aprile 2003     | 14 febbraio 2004 |
| 3  | Dead Heat            | La morte corre a cavallo | 3 maggio 2003      | 21 febbraio 2004 |
| 4  | To Serve and Protect | Per proteggere e servire | Mai trasmessa      | 28 febbraio 2004 |
| 5  | Need to Know         | Voglia di sapere         | Mai trasmessa      | 6 marzo 2004     |